# De gåtfulla guldstäderna
De gåtfulla guldstäderna (franska: Les Mystérieuses Cités d'Or) , (太陽の子エステバン (Taiyō no ko Esuteban?)) är en japansk-fransk-luxemburgsk animerad TV-serie från 1983. TV-serien består av 39 avsnitt och har en sammanhängande historia. 
De gåtfulla guldstäderna bygger på historisk fakta, kombinerat med mytologi och science fiction. Verkliga personer som Inkarikets erövrare, Francisco Pizarro, medverkar i serien.

## Handling
Handlingen kretsar kring en grupp spanjorer som på 1500-talet åker till Nya Världen, på jakt efter Eldorado, mytomspunna städer gjorda helt i guld. Med på skeppet som finns flera conquistadorer. Väl i land i Sydamerika separeras barnen och de vuxna, och de två grupperna påbörjar varsin resa.

## Rollfigurer
- Esteban - Huvudfigur, en föräldralös pojke som när han var ung blev räddad från ett vrak av den spanske navigatören Mendoza.
- Zia - Dotter till högste prästen hos Inkafolket. Hon blev kidnappad som liten, och följer med Esteban på hans resa.
- Tao - Den siste ättlingen efter befolkningen på den sjunkna kontinenten Mu. Han har en papegoja, och följer med Esteban och Zia.
- Mendoza - Erfaren navigator i den spanska flottan. Han är mycket intresserad av guldstäderna.
- Sancho - En tjock liten man som följer i Mendozas fotspår, tillsammans med vännen Pedro.
- Pedro - Lång och högljudd medhjälpare till Mendoza. Han och Sancho vill väldigt gärna komma över guldet för egen räkning.
- Kommendör Gomez - En elak militärledare som är på jakt efter guldstäderna.
- Kapten Gaspard - Gomez medhjälpare, som är väldigt sugen på att rå åt sig en hel stad i guld.
- Menator - Ledare för olmek-folket. Hans folk har en högt utvecklad teknologi, och är inte snälla mot någon.

## I Sverige
Serien visades i TV3:s barnblock Barntrean 1989 med repris 1990 och 1991. Den dubbades till svenska av Dubberman Sverige.

## Uppföljare
Efter över 30 år är serien tillbaka med 3 nya säsonger på franska TF1 i januari 2013. Tanken är att gänget ska hitta två guldstäder i varje säsong så att alla städer har hittats vid seriens slut. Teckningsstilen är i stort sett densamma med några få uppdateringar. De nya säsongerna är enbart franskt producerade och räknas därför inte som anime.

### Fotnoter
1. ↑  hämtat från: portugisiskspråkiga Wikipedia.[källa från Wikidata]
2. ↑  Daniel Hofverberg. ”De gåtfulla guldstäderna”. Dubbningshemsidan. http://www.dubbningshemsidan.se/credits/degatfullaguldstaderna/. Läst 12 augusti 2016.